# Ostrov (Košice)
Ostrov (in ungherese: Éles) è un comune della Slovacchia facente parte del distretto di Sobrance, nella regione di Košice.